# Bismarckturm (Burg bei Magdeburg)
Der Bismarckturm ist ein denkmalgeschützter Bismarckturm in Burg (bei Magdeburg) im Landkreis Jerichower Land in Sachsen-Anhalt, der auch als Aussichtsturm dient. Er steht östlich der Burger Ortslage nördlich der Straße Neuenzinnen auf dem Flämingberg.

## Geschichte

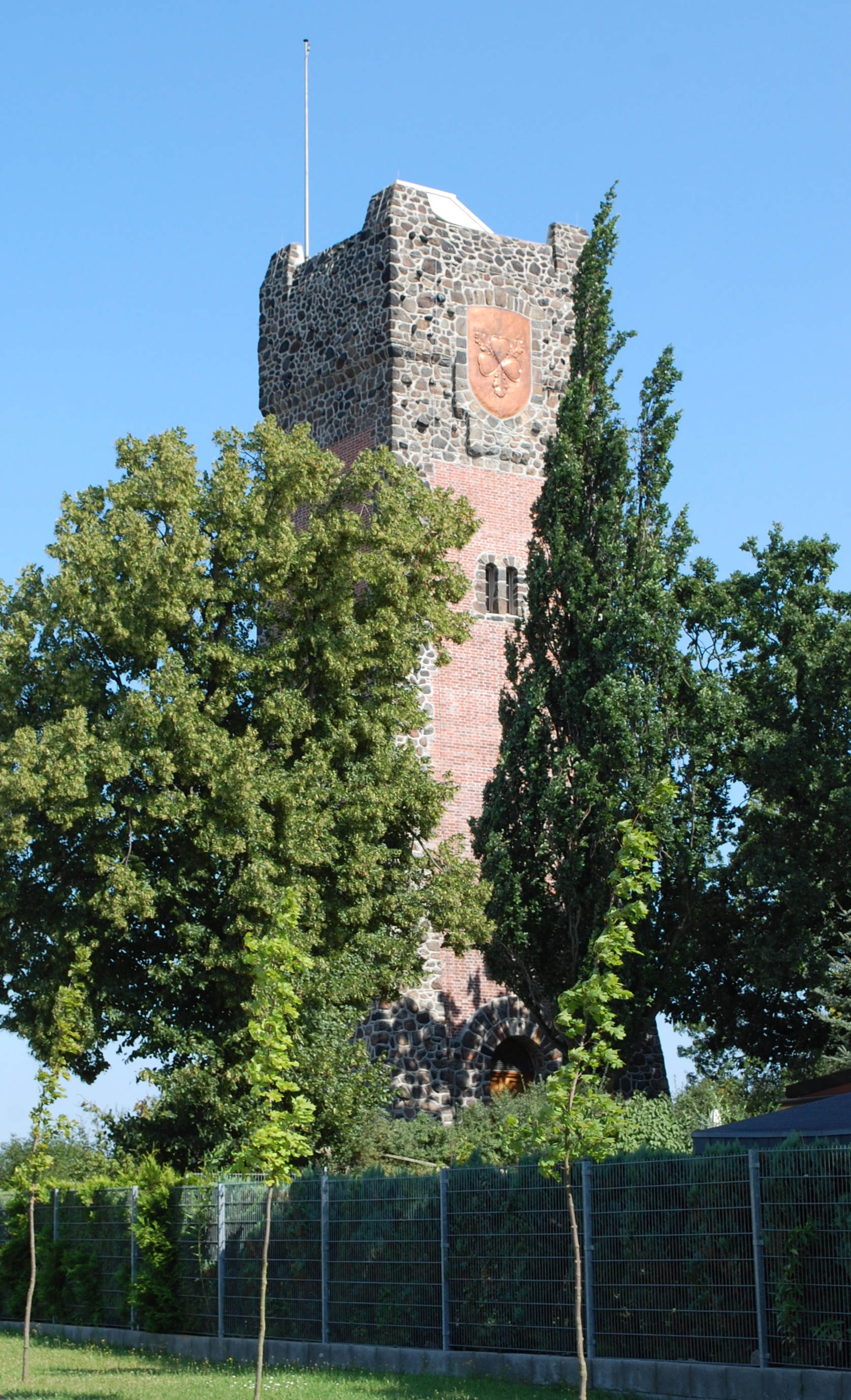
Bismarckturm

In Lachmunds Hotel, Bahnhofstraße 8, in Burg fand am 29. Januar 1906 unter Leitung von Stadtrat August Paasche eine Versammlung zur Gründung eines Arbeitsausschusses zum Bau eines Bismarckturms zu Ehren des verstorbenen Reichskanzlers Otto von Bismarck statt. Der Ausschuss umfasste sechs Personen und verfügte bereits bei seiner Bildung über Spenden in Höhe von 1.000 Mark. Man verfasste einen Aufruf zum Bau eines Bismarckturms und begann weitere Spenden zu sammeln. Unter anderem fanden Benefiz-Veranstaltungen und Haustürsammlungen statt. Koordiniert wurden die Aktivitäten von Hauptmann Wangemann. Bereits bei der Gründungsversammlung wurde als zukünftiger Standort des Turms die damals als Haug’scher Windmühlenberg bezeichnete Anhöhe bestimmt. Der Grundstücksankauf wurde durch einen bereits 15 Jahre alten Baufonds finanziert. Die Stadt Burg bewilligte im Mai 1906 die kostenlose Bereitstellung des für den Bau benötigten Wassers.
Als Architekt wurde der in Burg geborene, deutschlandweit erfolgreiche Hermann Eggert tätig. Er stellte einen ersten Entwurf eines gedrungeneren und wuchtigeren Turms auf, für den der Maurermeister Gustav Ortloff eine Ausführungszeichnung anfertigte. Der Entwurf wurde auf Ansichtskarten veröffentlicht, aber letztlich doch nicht ausgeführt.
Als Förderverein gründete sich im Sommer 1906 der Verein Bismarckturm in Burg an der Ihle e. V. Er sollte den Bau fördern und nach Fertigstellung die Unterhaltung des Turms sicherstellen. Die Gründung ging auf Wangemann zurück, der auch zweiter Vorsitzender wurde. Erster Vorsitzender wurde Stadtrat Paasche. Bekannte Vereinsmitglieder waren der Fabrikant Carl Steinle, der Kaufmann Franz Adler und Justizrat Kessler. Am Tag der Einweihung des Turms zählte der Verein 250 Mitglieder.
Erste Bauarbeiten begannen bereits im April 1906, in dem man Steinfuhren zum Bauplatz brachte. Seitens des Ausschusses war um die Spende von Steinen gebeten wurde. Das Ausheben der Baugrube erfolgte ab dem 24. Mai 1906, der Grundstein wurde am 3. Juni 1906 gelegt, wobei man jedoch auf eine offizielle Feierlichkeit verzichtete.
Die Ausführung der Bauarbeiten erfolgte durch den Burger Maurermeister und Bauunternehmer Heinrich Pieper unter Leitung durch den Polier Mücke. Als Baumaterialien dienten Klinker bzw. Ziegel und Granit. Der eigentliche Bau des Turms begann am 25. Juni 1906. Die Arbeiten wurden von Handwerkern und Innungen zum Selbstkostenpreis oder sogar kostenlos durchgeführt und fanden in der feierlichen Setzung des Schlusssteins in der Mitte der Eingangshalle am 18. Oktober 1906 um 11 Uhr ihren Abschluss. Anfang 1907 wurde mittig auf dem Turm noch eine Feuerschale angebracht – für eine abendliche Befeuerung an Festtagen, wie es bei den meisten Bismarcktürmen vorgesehen war. Sie war vom Ingenieur Paatz konstruiert und verfügte über Roste und Zug. Insgesamt kostete der Turm 15.000 Mark, andere Quellen gehen von 29.000 Mark aus.
Im Obergeschoss des Turms wurde ein Vereinszimmer eingerichtet. Aus gespendeten fünf Festmetern Eichenholz aus dem Sachsenwald fertigten Burger Tischler Vertäfelungen für das Vereinszimmer und die Ehrenhalle an.
Die Einweihung fand am 22. März 1907 statt. Ursprünglich war sie erst für den 1. April (den Geburtstag Bismarcks) vorgesehen, der jedoch 1907 auf Ostern fiel. Mit der Einweihung löste sich der Arbeitsausschuss auf, und der Turm wurde an den Förderverein übergeben. Allerdings waren noch Rechnungen für Turmbauarbeiten offen. Es fanden auch weiterhin Benefizveranstaltungen zugunsten des Turms statt.
Am 1. April 1907 wurde ab 19.45 Uhr das erste Mal ein Feuer in der Feuerschale entzündet. Bis 1918 fand dies jeweils am 1. April statt.
Im Erdgeschoss des Turms wurde eine vom Berliner Bildhauer Felix Görling gestaltete Bronzebüste Bismarcks aufgestellt, die von Albert Fordermann gestiftet und von der renommierten Gießerei Hermann Gladenbeck & Sohn in Berlin-Friedrichshagen ausgeführt wurde. Seitlich der Büste waren Medaillons angebracht, die dem Kriegsminister Albrecht von Roon und den Generalstabschef Helmuth Karl Bernhard von Moltke zeigten. Während des Ersten Weltkriegs wurde die Bronzebüste vermutlich eingeschmolzen und 1927 durch eine vom Fußballclub Preußen Burg gespendete Büste aus Gips ersetzt. Die Täfelung des Vereinszimmers fehlte zu diesem Zeitpunkt bereits in Teilen. Die Stadt Burg lehnte im Mai 1927 einen Antrag auf Zuschuss zu Instandsetzungsarbeiten in Höhe von 500 Reichsmark ab. In der Zeit des Nationalsozialismus wurden neben der Bismarck-Büste Büsten von Adolf Hitler und Paul von Hindenburg aufgestellt.
Im Zweiten Weltkrieg wurde der Turm als Beobachtungsstand der Flak genutzt. Vor dem Turm wurden Feuerwehrfahrzeuge aufgestellt, um im Fall von Bombenangriffen von hier aus nach Burg einrücken zu können.
Nach Kriegsende stand der Turm leer und wurde mehrfach aufgebrochen. In den 1950er Jahren erfolgte die Umbenennung des Turms in Flämingturm. In den 1960er Jahren wurde der Turm als Umkleideraum für den benachbarten Sportplatz genutzt. Die Feuerschale und auch die innere Treppe waren zumindest seit 1970 nicht mehr vorhanden. Die Rundbogenfenster, die unteren Schlitze und der Turmeingang wurden Anfang der 1970er Jahre zugemauert.
Ende des Jahres 2004 wurde eine Interessengemeinschaft Bismarckturm mit dem Ziel gegründet, eine Sanierung des Turms einzuleiten und ihn wieder nutzbar zu machen. Zwischen dem 21. und 25. Februar 2005 wurde der Eingang durch den Bauhof der Stad Burg wieder geöffnet und zunächst der Zustand des Turms begutachtet. Ab Anfang September 2006 war der Turm zur Durchführung der Sanierung eingerüstet. Auch die zugemauerten Fenster wurden wieder geöffnet. Anlässlich des Tags des offenen Denkmals 2006 wurde der Turm erstmals – wenn auch nur bis zur ersten Etage – wieder geöffnet.
Zur Finanzierung der Arbeiten sammelte der Heimatverein Burg 20.000 € Spenden. Weitere Zahlungen erfolgten durch das Land Sachsen-Anhalt in Höhe von 40.000 € und durch die Lotto-Toto GmbH Sachsen-Anhalt mit 30.000 €. Anlässlich des Bismarck-Jubiläums fand am 16. und 17. Juni 2007 ein Volksfest statt. Die Außensanierung des Bismarckturms war zu diesem Zeitpunkt abgeschlossen. Die vollständige Wiedereröffnung mit Aufstiegsmöglichkeit bis zur Aussichtsplattform erfolgte nach Einbau einer neuen Treppe am 14. September 2008. Im Oktober 2009 erhielt der Turm eine neue Eingangstür aus Eichenholz, im Juni 2011 erfolgte die Pflasterung eines Wegs um das Turmplateau.

## Architektur

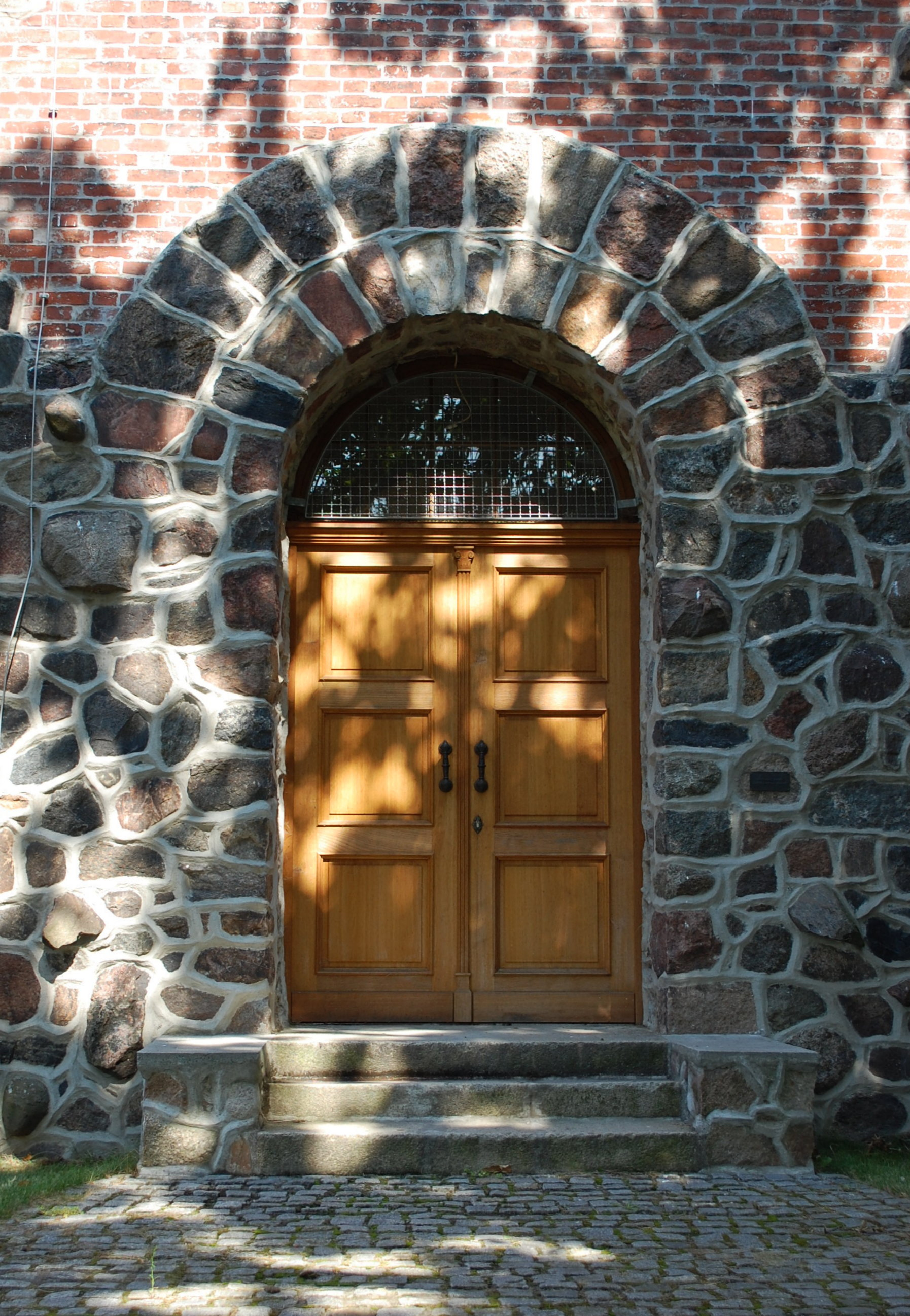
Eingang mit neuer Eichentür (2012)

Der Turm hat eine Höhe von 27 Meter. Der Grundriss des Plateaus, auf dem sich der Turm befindet ist mit 20,8 Meter mal 19,35 Meter rechteckig angelegt. Der Turm selbst verfügt über einen quadratischen Grundriss von 9,05 Meter mal 9,05 Meter. Von der Südseite führt eine 5,25 Meter breite Treppe mit sechs Stufen mittig zum Turm.
Der Sockel des Turms sowie die vorkragenden Ecken des Turmschafts sind mit grob behauenen oder unbehauenen Granitfindlingen versehen. Die vorkragenden Ecken gehen in einer Höhe von fünf Metern in den Turmschaft über. Die übrigen Teile des Turms bestehen aus unregelmäßig behauenen Findlingen.
Der Turm erhielt eine zweiflügelige hölzerne Tür, die ursprünglich über schmiedeeiserne Beschläge verfügte. Zur Tür führt eine kleine dreistufige Treppe, die seitlich von kleinen Stützmauern eingefasst ist. Die Tür führt in einen gewölbten Flur, auf dessen linker Seite sich ein Raum für einen Turmwärter befindet. Auf der rechten Seite beginnt eine Wendeltreppe. Sie führt zu einer Feierhalle. Über eine Treppe, die ursprünglich aus Holz gefertigt war, ist ein Aufstieg zur Aussichtsplattform des Turms möglich.
An der Nordseite des Turms war eine Tafel mit der Inschrift Errichtet 1906, auf der Südseite ein drei Meter mal zwei Meter großes, in Kupferblech getriebenes Bismarck-Wappen befestigt. Das Wappen zeigte ein auf Eichenlaub liegendes dreiblättriges Kleeblatt.
Im örtlichen Denkmalverzeichnis ist der Aussichtsturm unter der Erfassungsnummer 094 76133 als Baudenkmal verzeichnet.